# Agnanteró
Agnanteró är en ort i Grekland.   Den ligger i prefekturen Nomós Kardhítsas och regionen Thessalien, i den centrala delen av landet, 230 km nordväst om huvudstaden Aten. Agnanteró ligger 114 meter över havet och antalet invånare är 1 859.
Terrängen runt Agnanteró är platt. Runt Agnanteró är det ganska tätbefolkat, med 86 invånare per kvadratkilometer. Närmaste större samhälle är Trikala, 10,3 km nordväst om Agnanteró. Trakten runt Agnanteró består till största delen av jordbruksmark.